# Barbara Goodson
Barbara Goodson (ur. 16 sierpnia 1949 w Brooklynie w Nowym Jorku) – amerykańska aktorka, specjalizująca się w pokładaniu głosów do postaci z kreskówek. Występowała też w filmach aktorskich.
Najbardziej znana z głosu Rity Repulsy z Mighty Morphin Power Rangers, Power Rangers Zeo, Turbo: A Power Rangers Movie, Power Rangers in Space.

## Życie prywatne
Ma męża Bruce'a Gustafsona (od 12.05.1984) i jedno dziecko.

## Wybrana filmografia
- 1983: Bąbel i Rudzielec jako Bąbel (ang. Buttons)
- Lata 80 20 Wieku: Dragon Ball jako Son Goku (W tym dubbingu Zero)
- 1992: Ramaja jako Soorpanakha
- 1993: Mighty Morphin Power Rangers jako Rita Odraza
- 1996: Power Rangers Zeo jako Rita Odraza
- 1996: Mighty Morphin Alien Rangers jako Rita Odraza
- 1997: Przygody Olivera Twista jako Anużka (pies)